# Gyropena
Gyropena is een geslacht van weekdieren uit de klasse van de Gastropoda (slakken).

## Nieuwe soortnaam
- Gyropena nissani Dell, 1955 is ondergebracht in een nieuw geslacht met de soortnaam Sinployea nissani (Dell, 1955)